# Nasuva River
Nasuva River är ett vattendrag i Fiji.   Det ligger i divisionen Norra divisionen, i den nordöstra delen av landet, 190 km norr om huvudstaden Suva. Nasuva River ligger på ön Vanua Levu.